# M1943 76mm歩兵砲

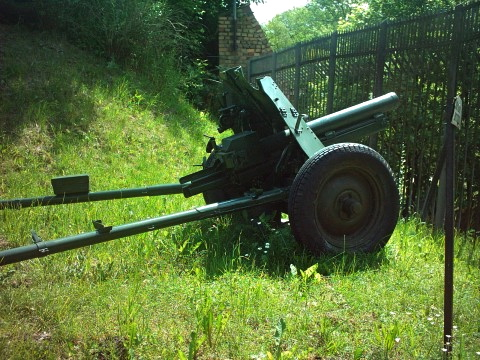
M1943 76mm歩兵砲

M1943 76mm連隊砲 （OB-25）（ロシア語：76-мм полковая пушка обр. 1943 г.  (ОБ-25)）は、1943年にソビエト連邦が開発した歩兵砲である。

## 概要
M1943歩兵砲は、改良されたM1927 76mm歩兵砲の砲身をM-42 45mm対戦車砲の砲架に搭載したもので、開脚式砲架によって水平射角が広がると共に、車軸のサスペンションによって牽引速度も向上した。
1945年の終戦まで製造が続けられたが、終戦後は歩兵砲そのものの欠点である不十分な射距離と砲口初速が原因となり、早々に退役した。

## スペック
- 口径：76.2mm
- 重量：600kg（戦闘時） / 1,300kg（牽引時）
- 仰俯角：-8°から+25°
- 左右旋回角：60°
- 発射速度：10 - 12発/分（最大）
- 砲口初速：262m/s（OF-350榴弾） / 311m/s（BP-350M成形炸薬弾）
- 射距離：4,200m（OF-350榴弾） / 1,000m（BP-350M成形炸薬弾）
- 生産期間：1943年 - 1945年
- 生産総数：5,122門